# Кваша Ігор Володимирович
Кваша Ігор Володимирович (4 лютого 1933, Москва, СРСР — 30 серпня 2012, Москва, Росія) — російський актор, режисер, теле- та радіоведучий. Народний артист Росії (1978).

## З життєпису
І. В. Кваша народився 4 лютого 1933 року в Москві.
Батько — доктор хімічних наук, завідувач кафедрою МХТІ імені Д. І. Менделєєва Володимир Ілліч (Вольф Ельович) Кваша, родом з містечка Покотилове Уманського повіту Київської губернії), загинув в 1943 році на фронті під Сталінградом. Мати — Дора Захарівна Кваша, сурдопедагог і дефектолог.
Закінчив Школу-студію МХАТу (1955), де працював до 1957 р. З 1957 р. — актор театру «Современник» з 1980 р. — режисер.
Вів передачу «Чекай на мене» на Першому каналі російського телебачення.
Знявся в українських фільмах: «Перед екзаменом» (1977, т/ф, Іван), «Серця трьох — 2» (1992), «Веселенька поїздка» (1994).
Помер 30 серпня 2012 року в Москві.

## Політичні погляди
У грудні 2011 року виступив з критикою Дмитра Медведєва, Володимира Путіна і «Єдиної Росії», закликавши росіян вийти 24 грудня на мітинг протесту проти фальсифікацій на виборах до Державної Думи Росії, що відбулися того року 4 грудня.

## Нагороди
- Звання «Народний артист РРФСР.»

- Ордени «За заслуги перед ВІтчизною», Дружби.

## Фільмографія
- 1965 — Пригоди зубного лікаря
- 1965 — Будується міст
- 1966 — Не найвдаліший день
- 1966 — Рік як життя
- 1967 — Вони живуть поруч
- 1968 — Любити…
- 1976 — Просто Саша — В'ячеслав Олексійович
- 1982 — Народився я в Сибіру — Абрамов
- 1986 — Віра —  Сергій Сергійович Кулагін, полковник